# Захаров, Евгений Ефимович
Евгений Ефимович Захаров (укр. Євген Юхимович Захаров; род. 12 ноября 1952, Харьков) — председатель Правления Украинского Хельсинкского союза по правам человека, директор Харьковской правозащитной группы. Участник диссидентского движения 1970-1980-х годов, журналист.

## Биография
Евгений Захаров родился 12 ноября 1952 в городе Харькове.
Сын переводчика и поэтессы Марлены Рахлиной.
В советское время в роду Евгения Захарова было репрессировано 14 человек.
В 1970—1975 годах получал образование на механико-математическом факультете Харьковского государственного университета имени А. М. Горького, который окончил с отличием.
В 1982—1985 годах был аспирантом Ростовского института инженеров железнодорожного транспорта.
С 1988 по 1992 годы — корреспондент газеты «Экспресс-Хроника».
В течение 1990—1994 годов был депутатом Харьковского городского совета. С 1990 года является заместителем председателя Харьковской городской комиссии по вопросам восстановления прав реабилитированных.

## Общественная деятельность
В 1989 году Евгений Захаров становится сопредседателем Харьковского «Мемориала», и находится на этом посту до 1992 года.
В 1992 году он становится сопредседателем Харьковской правозащитной группы, и находится на этом посту до 2011 года.
С 1994 года он также является членом правления Международного общества «Мемориал».
В 2004—2008 годах был председателем правления, а в течение 2010—2011 — членом правления Украинского Хельсинкского союза по правам человека.
В 2011 году Евгений Захаров становится директором Харьковской правозащитной группы.
25 января 2012 он был избран председателем правления Украинского Хельсинкского Союза по правам человека.
Кроме того, Евгений Захаров является членом Московской Хельсинкской группы (с 1989), Украинской Секции Международного общества прав человека (1995).
В его активе 11 научных статей по прикладной математике и проектированию электронных машин (1976—1985 годы), более 200 публикаций, посвящённых правам человека, гражданскому обществу и истории политических репрессий в Советском Союзе и на Украине. Печатался в изданиях Украины, России, США, Канады, Германии, Франции, Литвы, Польши, Норвегии, Дании (с 1987 по 2010 год).

## Награды и премии
- Орден Свободы (25.11.2008)[3]
- Орден За интеллектуальную отвагу (2006)
- Премия имени Василия Стуса (2012)
- Премия им. Льва Копелева (2015)
- Юбилейная медаль «25 лет независимости Украины» (2016)[4]